# هاميلتون لي
هاميلتون لي (بالإنجليزية: Hamilton Lee)‏ هو طبال بريطاني، ولد في 7 سبتمبر 1958 في لندن في المملكة المتحدة.